# Mathias De Wolf
Mathias De Wolf (Leuven, 21 februari 2002) is een Belgisch voetballer die doorgaans als middenvelder speelt.

## Clubcarrière

### Club Brugge
De Wolf doorliep de jeugdopleiding van Club Brugge. Hij speelde nooit in het eerste van Club Brugge, maar kwam in het seizoen 2019/20 uit voor het onder 23-team van de Club Academy.

### N.E.C.
De Wolf maakte medio 2020 de overstap naar het Nederlandse N.E.C. waar hij een contract voor drie seizoenen ondertekende. Hij kwam geblesseerd aan bij N.E.C., waardoor hij nog best even moest wachten op zijn debuut. Op 19 december 2020 debuteerde De Wolf in de Eerste divisie tijdens de thuiswedstrijd tegen TOP Oss (0-1) als invaller na 83 minuten voor Elayis Tavşan. De Wolf is Belgisch jeugdinternational. Op 23 mei promoveerde De Wolf met N.E.C. naar de Eredivisie, door in de finale van de play-offs NAC Breda met 1-2 te verslaan.
Op 6 maart 2022 maakte De Wolf na lang blessureleed zijn debuut in de Eredivisie in de met 3-1 verloren wedstrijd tegen AZ. Hij speelde als invaller zeven minuten mee. Medio 2023 liep zijn contract af.

### OH Leuven
De Wolf keerde vervolgens op amateurbasis terug bij OH Leuven waar hij aansloot bij de onder 23 die uitkomt in de Eerste nationale.

## Clubstatistieken
| Seizoen         | Club                | Competitie      | Competitie | Competitie | Beker | Beker | Europees | Europees | Overig | Overig | Totaal | Totaal |
| Seizoen         | Club                | Competitie      | Wed.       | Dlp.       | Wed.  | Dlp.  | Wed.     | Dlp.     | Wed.   | Dlp.   | Wed.   | Dlp.   |
| --------------- | ------------------- | --------------- | ---------- | ---------- | ----- | ----- | -------- | -------- | ------ | ------ | ------ | ------ |
| 2020/21         | N.E.C.              | Eerste Divisie  | 10         | 0          | 2     | 0     | 0        | 0        | 2      | 0      | 14     | 0      |
| 2021/22         | N.E.C.              | Eredivisie      | 2          | 0          | 0     | 0     | 0        | 0        | 0      | 0      | 2      | 0      |
| 2022/23         | N.E.C.              | Eredivisie      | 0          | 0          | 0     | 0     | 0        | 0        | 0      | 0      | 0      | 0      |
| 2023/24         | Oud-Heverlee Leuven | Eerste klasse A | 0          | 0          | 0     | 0     | 0        | 0        | 0      | 0      | 0      | 0      |
| 2024/25         | Oud-Heverlee Leuven | Eerste klasse A | 0          | 0          | 0     | 0     | 0        | 0        | 0      | 0      | 0      | 0      |
| Carrière totaal | Carrière totaal     | Carrière totaal | 12         | 0          | 2     | 0     | 0        | 0        | 1      | 0      | 15     | 0      |

## Interlandcarrière
De Wolf doorliep verschillende jeugdteams van België. Zo speelde hij voor België onder 15, onder 16, onder 17, onder 18 en onder 19. Hij werd vijfde met België onder 17 op het EK onder 17 in 2019 en speelde alle vijf de wedstrijden.